# Hemicorallium halmaheirense
Hemicorallium halmaheirense is een zachte koraalsoort uit de familie Coralliidae. De koraalsoort komt uit het geslacht Hemicorallium. Hemicorallium halmaheirense werd in 1907 voor het eerst wetenschappelijk beschreven door Hickson. 